# Suite 19
Suite 19 est un groupe de rock américain.
Suite 19 a été le premier groupe du batteur Tommy Lee, avant qu'il devienne le batteur de Mötley Crüe.